# ヘファイストス (小惑星)
ヘファイストス (2212 Hephaistos) は近日点が地球の軌道の内側にあるアポロ群の火星横断小惑星である。ロシアの女性天文学者リュドミーラ・チェルヌイフが発見した。S. V. M. クリューブの『宇宙からの衝撃』によれば、エンケ彗星に非常に似た軌道をもっていて、彗星のこわれた破片が小惑星になったとされている。

## 名称
ギリシア神話の炎と鍛冶の神であるヘーパイストスから命名された。ヘーパイストスは、(1862) アポロ に命名されたアポローンらとともに、オリュンポス十二神の一柱である。